# 名取和作

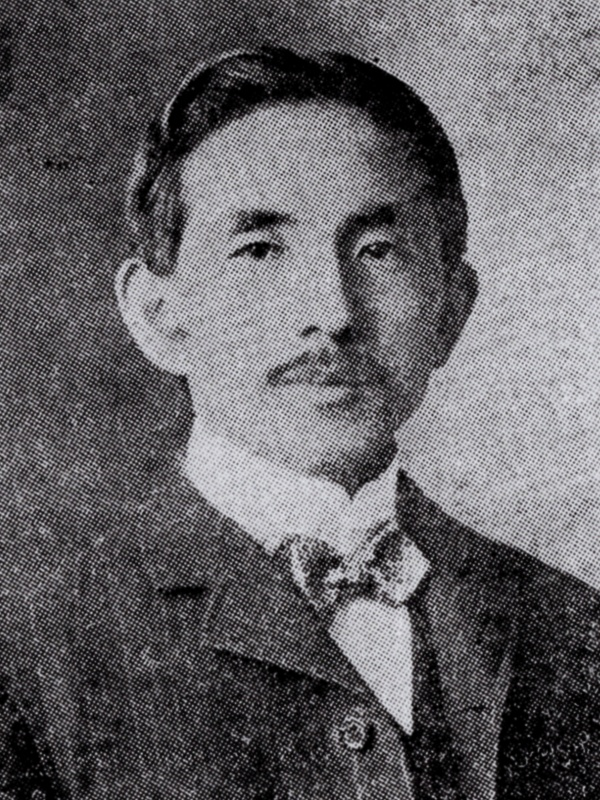
肖像写真

名取 和作（なとり わさく、1872年6月3日〈明治5年4月28日〉 - 1959年〈昭和34年〉6月4日）は、大正から昭和にかけて活動した日本の実業家である。電機メーカー富士電機製造（現・富士電機）の初代社長や時事新報社社長などを務め、貴族院廃止直前の短期間だが貴族院勅選議員にも在任した。子に写真家・編集者の名取洋之助がいる。

## 経歴

### 慶應義塾時代
名取和作は、明治5年4月28日（新暦：1872年6月3日）、筑摩県諏訪郡上蔦木村（現在の長野県諏訪郡富士見町）に名取和三郎の長男として生まれた。名取家は「桔梗屋」の屋号で造り酒屋を営む旧家で、元は裕福な家であったものの、明治時代に入ってからは松方デフレの影響で没落していた。
郷里の学校を出たのち上京し、三井財閥の中上川彦次郎にあこがれて慶應義塾に入り、1894年（明治27年）12月、慶應義塾大学部理財科を卒業した。卒業後は古河鉱業へ入社し、1899年（明治32年）6月まで在勤。同年8月、慶應義塾の留学制度が創設されたことからこれを活用しアメリカ合衆国へ渡る。アメリカではコロンビア大学に2年間在学し経済学を学んだ。ドイツ・イギリスにも留学したのち、1902年（明治35年）11月に帰国。帰国後は慶應義塾大学部の経済学教授に着任した。教授時代に朝吹英二（慶應義塾出身）の長女ふくと結婚している。
大学教授は1908年（明治41年）4月まで続けた。辞任の理由は学者に不向きと考え実業家転身を志したためという。

### 富士電機製造初代社長
1908年5月、東京の電力会社東京電灯に入社し倉庫課長となった。東京電灯入りは同社社長佐竹作太郎から勧誘されたことによる。1909年（明治42年）、渋沢栄一を団長とする「渡米実業団」の一員（佐竹作太郎の随行員）となり、9月から11月末にかけて再びアメリカを回った。帰国後の1910年（明治43年）1月、倉庫課長から営業課長に転じた。しかし同社の社風になじめず、1916年（大正5年）12月に東京電灯から退社した。翌1917年（大正6年）4月、日本絹布株式会社の常務取締役に就任する。同社は鐘淵紡績（社長武藤山治）系列の新設会社で、京都の山科に絹織物工場を建設した。1922年（大正11年）6月、日本絹布が鐘淵紡績に吸収されると、名取は鐘淵紡績本体の取締役に転じた。鐘淵紡績取締役には以後1944年（昭和19年）1月にかけて長く在職している。
第一次世界大戦終結後、名取の古巣・古河鉱業では敗戦国ドイツの電機メーカーシーメンスと提携し合弁で電機工場を新設するという計画が浮上していた。シーメンス関係者が来日し1921年（大正10年）6月に新会社設立に関する覚書が交わされ、翌1922年5月からは新会社の創立事務が始まる。ところが古河財閥は1921年に発生した戦後恐慌で痛手を受けて新規事業に消極的となっており、新しくできるシーメンスとの合弁会社の経営に当ろうと名乗りを上げる人物が財閥内にいなかった。そこで古河に関係する人物として鐘淵紡績取締役在職中の名取が浮上、古河合名会社社長古河虎之助が名取と親交のあった池田成彬を介して新会社社長就任を要請する。これに対して名取は新会社の経営一切を委ねることなどを条件に社長就任を承諾した。
1923年（大正12年）8月22日、古河・シーメンスの合弁会社として神奈川県橘樹郡田島村（現・川崎市川崎区）に富士電機製造株式会社（現・富士電機）が設立された。名取は同社において初代取締役社長と営業部長を兼ねた。富士電機製造は1925年（大正14年）4月より川崎工場の操業を始めたが、赤字経営が続き、年々欠損が累積していった。経営難の中で名取は会社の金融に奔走したが、経営は好転せず世界恐慌下の1930年（昭和5年）5月には人員整理を余儀なくされた。
1931年（昭和6年）4月、名取は富士電機製造社長からの退任を発表した。後に名取本人が語った辞任の理由は、不良資産の切り捨てや人員整理が一段落し経営好転の兆しが見えてきたところにより経営状態の悪い時事新報社の経営引き受けを打診されたため、富士電機製造からは辞することになった、というものである。5月27日開催の株主総会をもって名取は取締役吉村萬治郎に社長職を譲り、取締役からも退いて相談役に回った。
富士電機製造社長在任中には鐘淵紡績取締役のほか電力会社の役員も兼ねた。まず1922年（大正11年）7月、岐阜電力の取締役に選ばれた。同社は飛騨川開発のため大手電力会社東邦電力が買収した発電会社で、1926年（大正15年）に親会社東邦電力に吸収された。合併後の1927年（昭和2年）5月、名取は東邦電力の取締役にも就任している。
電力業界では郷里長野県の会社にも関わった。長野県の有力電力会社長野電灯で社長を務める小坂順造は名取の友人である。その長野電灯が1924年（大正13年）12月に上高井郡須坂町（現・須坂市）の信濃電気と共同で発電会社梓川電力を設立した際には監査役に就いた。また1930年4月に信濃電気の取締役社長、同年7月にはその傘下にある石灰窒素メーカー信越窒素肥料（現・信越化学工業）の取締役社長にそれぞれ就任した。名取の信濃電気・信越窒素肥料入りは長年両社を経営してきた越寿三郎の撤退に伴うもので、越から経営を委譲された小坂順造（当時拓務政務次官在任中）の代理であった。名取の社長在任期間は短く、翌1931年5月政務次官から退いた小坂と交代している。

### 時事新報社社長就任

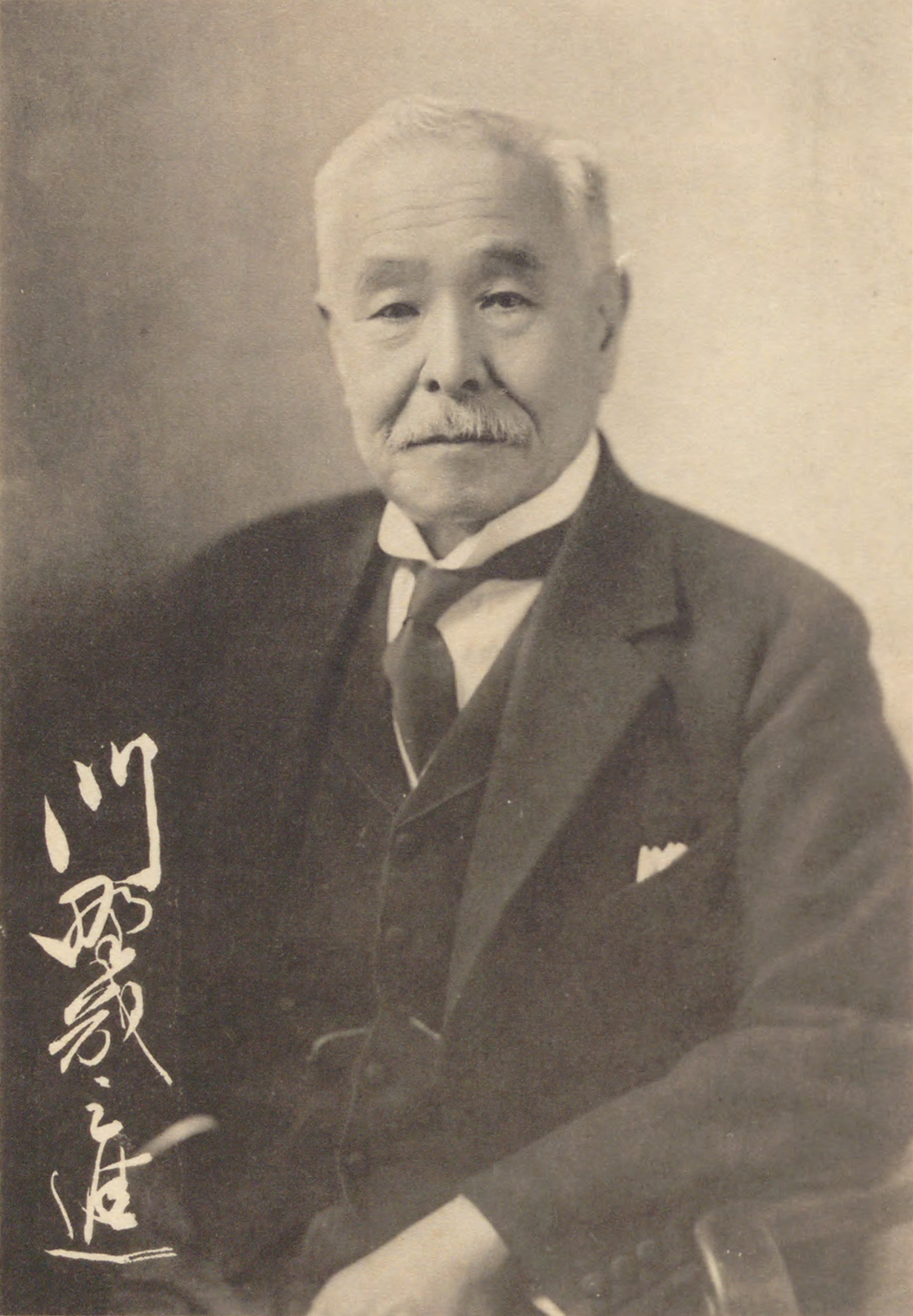
時事新報社会長門野幾之進

1928年（昭和3年）6月30日、名取は門野幾之進や東邦電力の松永安左エ門らと株式会社時事新報社の取締役に就任した。同社は福澤諭吉が創刊した新聞「時事新報」の発行元（1920年株式会社化）であるが、関東大震災による本社焼失やその後の販売競争で経営難が続いており、経営再建のための増資が不発に終わったことから社長小山完吾と常務加藤功が辞任して当時社長・常務不在であった。同年7月門野が新設の会長職に就任し、会長門野幾之進・常務籾山仁三郎という新経営陣が発足する。門野の尽力で増資が実現し経営は一旦改善されたが、その後も赤字経営が続いた。
1931年になり、常務の籾山が病気で不在となったために空席であった社長職を置くことが決まると、門野や池田成彬・加藤武男らの推薦で名取が時事新報社の社長に就くこととなった。名取は1931年3月13日付で取締役会にて社長に選任され、同年4月9日には社長就任の披露式を東京劇場にて挙行した。常務には稲垣平太郎を置いている。しかし名取の社長就任後も会社の赤字経営は続き、さらに満洲事変勃発が経費高騰を招いて累積損失が拡大していく。そのような中、名取は武藤山治が時事新報社の経営に意欲があると漏れ聞き、本人との交渉の末に武藤を取締役会の委任による「経営担当者」に任じて1932年（昭和7年）4月25日付で社長から退いた。そして同年9月15日の株主総会をもって取締役からも辞任した。
時事新報社社長辞任後は複数の企業において取締役や監査役を務めた。古巣の富士電機製造では1934年（昭和9年）11月相談役から監査役に転任。電力業界では、1927年から在任する東邦電力の取締役を1942年（昭和17年）の会社解散まで務めたほか、1934年（昭和9年）4月に東邦電力傘下の合同電気にて取締役となる（同社は1937年3月東邦電力へ合併）。長野方面では1931年5月梓川電力の取締役に就任。小坂順造に社長職を譲った信濃電気でも取締役に留まり、同社が1937年（昭和12年）3月に長野電灯と合併して長野電気となるとその取締役に選ばれた。長野電気の取締役は1942年の会社解散（直前に梓川電力を吸収）まで在任している。
社長辞任の翌月に取締役からも退いていた信越窒素肥料では、1933年（昭和8年）3月取締役に再任された。そのほかには1934年2月千代田生命保険監査役（当時の社長は門野幾之進）、1936年（昭和11年）12月大日本製糖監査役、1941年（昭和16年）3月三越取締役にそれぞれ就任した。

### 戦後の貴族院議員就任
太平洋戦争終戦後の1946年（昭和22年）7月8日、公職追放による欠員の第1回補充として名取は貴族院勅選議員に任命された。貴族院では交友倶楽部に所属し、翌1947年（昭和22年）5月2日の貴族院廃止まで在任した。
財界では1947年9月三越の取締役から監査役へ転任。同年10月には信越化学工業（1940年信越窒素肥料から社名変更）の取締役と千代田生命保険監査役を辞任したが、このうち信越化学工業取締役は1951年（昭和26年）7月に再任された。1950年（昭和25年）4月、大日本製糖監査役を辞任し、1951年11月には富士電機製造の監査役から取締役へ転じた。
1959年（昭和34年）6月4日、入院中の富士電機鶴見病院（横浜市鶴見区）にて老衰のため死去した。87歳没。死後正五位・勲三等瑞宝章が追贈された。

## 人物

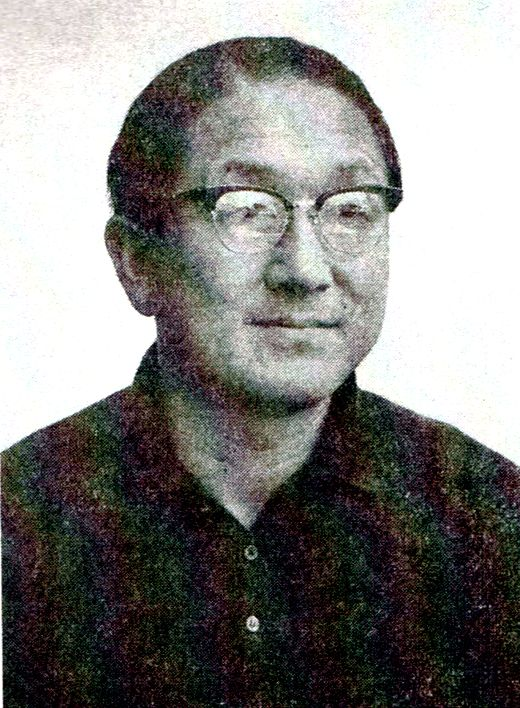
三男の名取洋之助

実家の名取家は甲州街道の蔦木宿で造り酒屋「桔梗屋」を営んだ家である。家伝によると先祖は陸奥国名取郡（現・宮城県）を領した清和源氏の一族で、戦国時代には甲斐武田氏に仕えていたものの武田勝頼の滅亡により甲斐国から信濃国の蔦木宿へ移り住んだという。和作の父・和三郎は名取家と親戚関係にある甲斐国巨摩郡蔵原村（現・北杜市）の有賀家から迎えられた養子であった。和三郎の代に名取家は酒造業を廃業し馬車宿業に転業した。和三郎の子は三男二女あり、その長男が和作である。次男の源一は郷里に残り、三男の夏司は古河鉱業社員から旭電化工業（現・ADEKA）取締役兼支配人を経て帝国生命保険（現・朝日生命保険）専務取締役となった。夏司の子で、和作の甥にあたる名取信策は日本生薬学会会長を務めた。
妻のふくは慶應義塾の先輩にあたる朝吹英二の長女である。妻の大叔父に福澤諭吉、叔父に中上川彦次郎がいる。子は男子3人で、富士電機に勤めた木之助、写真家となった洋之助、毎日新聞に勤めた壌之助がいる。
邸宅は神奈川県の国府津（現・小田原市）に構え、家族を東京に残して基本的に国府津で暮らした。富士電機の金成増彦によると、国府津の邸宅は7500坪の敷地内に山・水田・畑が広がっており、名取はここで趣味の読書を楽しんでいたという。敷地内の離れには一時川田順・鈴鹿俊子夫妻や画家の河野鷹司が住んでいたが、のちに富士電機の寮になった。
名取は出身校慶應義塾へ多額の寄付を続けた。塾長の小泉信三によると、慶應義塾の資金で欧米留学をしたにもかかわらず大学教授を途中で辞め、経済学者としての業績を何ら残さなかったことに対する「償い」として積極的に寄付をしていたという。塾の調査によると、寄付額は1945年までの間に計9万9490円、戦後は1957年（昭和32年）の100年記念建設資金150万円を含む計151万2090円に及ぶ。さらに1936年（昭和11年）には三田キャンパスに2階建ての洋館を建てている。この建物は名取の旧宅1棟を寄贈・移設したもので、塾では「名取ハウス」とよばれて教職員クラブが用いていたが、1945年（昭和20年）5月に空襲で焼失した。